# Vệ Hiến công
Vệ Hiến công (chữ Hán: 衛獻公, trị vì 576 TCN-559 TCN và 546 TCN-544 TCN), tên thật là Cơ Khản (姬衎), là vị vua thứ 26 của nước Vệ - chư hầu của nhà Chu trong lịch sử Trung Quốc.
Cơ Khản con trai của Vệ Định công - vua thứ 25 nước Vệ. Năm 576 TCN, Vệ Định công qua đời, Cơ Khản lên ngôi vua, tức Vệ Hiến công.

## Làm vua lần thứ nhất
Vệ Hiến công theo đuổi chính sách thân Tấn chống Sở. Ông nhiều lần hưởng ứng nước Tấn đi đánh nước Sở và các chư hầu thân Sở.
Tháng 2 năm 576 TCN, Vệ Hiến công cùng các nước Tấn, Trịnh, Tề, Lỗ hội thề ở đất Thích thuộc nước Vệ, rồi cùng vua Tấn mang quân đánh nước Tào, bắt Tào Thành công mang tới kinh thành Lạc Ấp của nhà Chu giam giữ.
Năm 575 TCN, Vệ Hiến công đem quân giúp quân Tấn đánh bại quân Sở ở trận Yển Lăng rồi lại đến hội chư hầu ở đất Tống.
Tháng 4 năm 573 TCN, Vệ Hiến công đến hội chư hầu ở đất Tống. Năm 570 TCN ông một lần nữa đến dự hội cùng các nước Tống, Trịnh, Lỗ, Cử, Chu ở đất Tấn.
Tháng 7 năm 571 TCN, thấy nước Trịnh bỏ theo nước Sở, Tấn Điệu công hội chư hầu ở đất Thích thuộc nước Vệ để bàn kế đánh Trịnh. Vệ Hiến công và các chư hầu theo kế của nước Lỗ đắp thành Hổ Lao để khống chế nước Trịnh, buộc nước Trịnh đầu hàng.
Năm 568 TCN, Sở Cung vương tấn công nước Trần. Trần Ai công cầu cứu nước Tấn. Tấn Điệu công bèn hội quân chư hầu, Vệ Hiến công mang quân hưởng ứng cùng các nước Lỗ, Tề, Tống, Trịnh cùng đi cứu nước Trần. Quân Sở giải vây rút về.
Năm 565 TCN, Sở Cung vương lại sai công tử Trinh đi đánh nước Trần. Trần lại cầu cứu Tấn. Vệ Hiến công lại cùng họp binh cùng nước Tấn, Tống, Lỗ, Tào, Châu ở nước Trịnh, bàn việc đi cứu Trần. Nhưng Tấn Điệu công vẫn không quả quyết tiến quân. Kết quả Trần Ai công phải xin giảng hòa, thần phục với Sở Cung vương để được giải vây.
Năm 564 TCN, Vệ Hiến công có một người thiếp yêu không biết âm nhạc. Hiến công sai nhạc sư là Sư Tào dạy nhạc cho người thiếp. Người thiếp của Vệ Hiến công ghét Sư Tào, gièm pha với Vệ Hiến công. Ông ra lệnh đánh Sư Tào 300 roi.
Tháng 12 năm 563 TCN, Vệ Hiến công đến hội chư hầu cùng Tấn Điệu công ở Tiêu Ngư.
Năm 559 TCN, Vệ Hiến công cử Bắc Cung Quát mang quân hợp với Tấn, Tề, nước Lỗ, Tống, Tào, Cử, Châu, Đằng và Tiết cùng đánh Tần, nhưng chưa thắng đã lui quân.
Vệ Hiến công ham chơi bời, không chú trọng việc chính sự. Hai đại phu Tôn Lâm Phủ và Ninh Thực vào cung chờ mãi nhưng Hiến công vẫn chơi bắn ngỗng. Tôn Lâm Phủ giận lui về ấp, con là Tôn Khoái lại vào triều, Vệ Hiến công bèn sai Nhạc sư ca thiên cuối bài Xảo ngôn trong Kinh Thi để trách Tôn Văn Tử. Nhạc sư không chịu ca, người phó là Sư tào vốn mắc oán với Hiến công bèn nhận ca thay, để Tôn Khoái oán Hiến công.
Tôn Khoái về báo lại việc vua oán trách cho cha biết. Tôn Lâm Phủ bèn tập hợp lực lượng ở ấp Thích khởi binh đánh Vệ Hiến công. Hiến công sai 3 người thân thích đi dàn xếp nhưng Tôn Lâm Phủ không nghe, giết chết cả ba người.
Tháng 4 năm 559 TCN, Vệ Hiến công bỏ chạy đến ấp Quyến, rồi sai Tử Hành đi điều đình, nhưng Tử Hành cũng bị giết. Vệ Hiến công bèn bỏ chạy sang nước Tề. Tôn Văn Tử đuổi theo, đánh tan quân Hiến công ở A Trạch.
Hiến công tiếp tục chạy. Trong lúc chạy trốn, người đánh xe của Hiến công là Công Tôn Đinh gặp 2 người đuổi theo là Doãn Công Đà và Dữu công Sai. Công Tôn Đinh là thầy dạy bắn cho Dữu công Sai, còn Dữu công Sai là thầy của Doãn công Đà. Dữu công Sai ngại bắn vào thầy mình, bèn cố ý bắn trượt, Doãn Công Đà cố đuổi, vì cho rằng Công Tôn Đinh không phải là thầy mình. Công Tôn Đinh bèn bắn trúng tay Doãn công Đà.
Quân đuổi theo phải dừng lại. Em Vệ Hiến công là Tử Tiên theo ông đi lưu vong, chạy vào đất Lai (nước bị Tề diệt). Tôn Lâm Phủ và Ninh Thực lập em ông là Cơ Thu lên làm vua, tức là Vệ Thương công.

## Về nước
Vì nước Tề chứa chấp ông, Vệ Thương công liên minh với nước Tấn mấy lần đánh Tề, nhưng không thắng phải rút lui.
Năm 548 TCN, Vệ Hiến công bắt đầu tìm đường về nước, đến đất Di Nghi. Ninh Thực chết, dặn con là Ninh Hỉ nên giúp vua cũ trở về. Ninh Hỉ ủng hộ Hiến công, bàn với Hiến công phải nhờ công tử Tử Tiễn. Mẹ Hiến công và Thương công là Kính Tự nài nỉ người em là Tử Tiễn giúp Vệ Hiến công về nước. Vệ Hiến công hứa với Ninh Hỉ nếu về được nước sẽ giao quyền chính cho họ Ninh, còn mình chỉ giữ thờ tự. Ninh Hỉ bàn với Cừ Bá Ngọc không được đồng tình, bèn bàn với Hữu tể Cốc đều, quyết định làm binh biến.
Vệ Thương công giao quyền chính cho Tôn Lâm Phủ. Lâm Phủ giữ ấp Thích, sai con là Tôn Gia đi sứ nước Tề, người con khác là Tôn Tương giữ kinh đô nước Vệ.
Tháng 2 năm 547 TCN, Ninh Hỉ và Hữu tể Cốc mang quân đánh Tôn Tương tại kinh đô. Tôn Tương bị thương chạy về nhà cố thủ, đến nửa đêm đó thì chết. Nghe tin nhà họ Tôn khóc, Ninh Hỉ biết không còn ai bảo vệ cho Vệ Thương công, bèn mang quân đánh vào cung. Vệ Thương công bị quân Ninh Hỉ sát hại.

## Làm vua lần thứ hai
Vệ Hiến công được Ninh Hỉ rước trở lại ngôi vua. Tôn Lâm Phủ mang ấp Thích theo nước Tấn. Vệ Hiến công bèn đánh ấp Thích. Tôn Lâm Phủ bèn đến nước Tấn, cầu viện binh. Tấn Bình công chỉ phát 300 quân, kết quả bị quân Vệ giết hết.
Sau đó Tấn Bình công tổ chức hội chư hầu. Vệ Hiến công cùng Ninh Hỉ và Bắc Cung Di đi hội cùng Tấn Bình công và các nước Trịnh, Tào, Tống. Tấn Bình công bèn bắt giam cả vua tôi Vệ Hiến công vì cớ giết Vệ Thương công là vị vua đã được chư hầu công nhận và giết 300 quân Tấn.
Tề Cảnh công đi cùng Án Anh và Trịnh Giản công sau đó cũng đến hội chư hầu, nói hộ cho Vệ Hiến công để Tấn Bình công tha cho. Cuối cùng Tấn Bình công bằng lòng thả Vệ Hiến công về nước.
Vệ Hiến công giữ đúng lời hứa với Ninh Hỉ, giao quyền chính cho họ Ninh. Nhưng sau một thời gian, sự chuyên quyền của Ninh Hỉ khiến Hiến công không bằng lòng. Miễn Dư đề nghị giết Ninh Hỉ, Vệ Hiến công ngại vì đã giao ước, Miễn Dư xin tự làm, rồi bàn với Công Tôn Vô Địa và Công Tôn Thần, sai 2 người đánh họ Ninh. Công Tôn Vô Địa và Công Tôn Thần đi đánh bị thua và bị họ Ninh giết. Miễn Dư bèn tự mình hành động, mang quân tấn công, kết quả giết chết Ninh Hỉ và Hữu tể Cốc, phanh thây giữa triều đình.
Vệ Hiến công muốn ban cho Miễn Dư ấp 60 dặm làm đất ăn lộc, phong làm khanh, nhưng Miễn Dư chỉ nhận 30 dặm và chức Thiếu sư. Em Hiến công là công tử Chuyên vốn là người chứng kiến việc giao ước giữa Hiến công và Ninh Hỉ khi Hiến công còn phải lưu vong, thấy Hiến công bội lời ước giết Ninh Hỉ. Công tử Chuyên thấy mình có lỗi vì đã đứng ra đảm bảo lời thề của Hiến công với họ Ninh, bèn bỏ nước đi sang nước Tấn, lấy nghề thêu giày kiếm sống không màng đến việc nước Vệ. Đại phu Thạch Ác cũng bất mãn vì việc này, nhân nhận lệnh đi sứ nước Tống, bèn ôm xác Ninh Hỉ khóc rồi sang Tấn không trở lại.
Năm 544 TCN, Vệ Hiến công qua đời. Ông làm vua lần thứ nhất 17 năm, lưu vong 13 năm, làm vua lần thứ hai ba năm, tổng công ở ngôi được 20 năm. Con ông là Cơ Ác lên nối ngôi, tức là Vệ Tương công.